# Улица XXII Партсъезда (Екатеринбург)

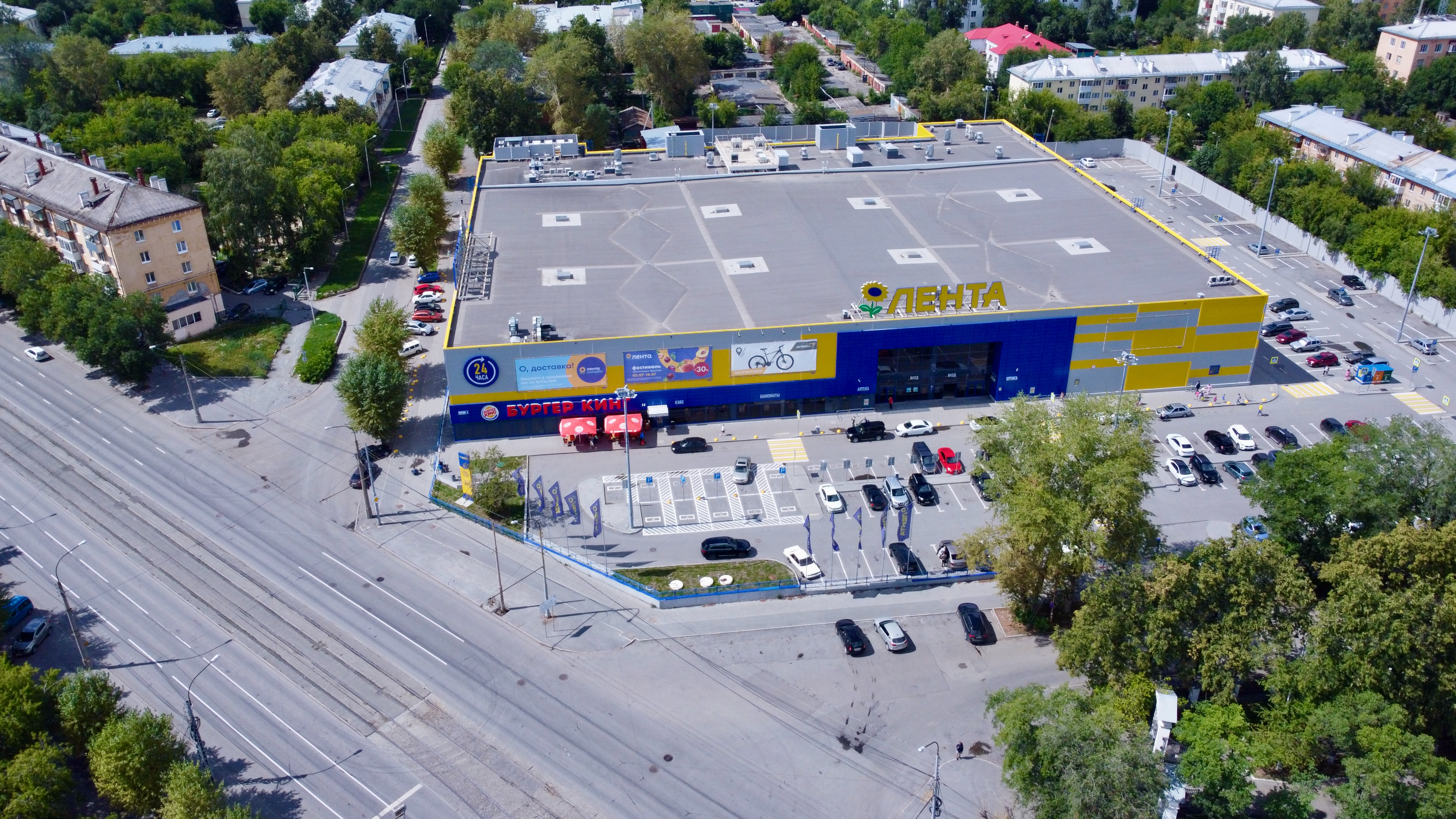
Торговый центр на перекрёстке с улицей Машиностроителей

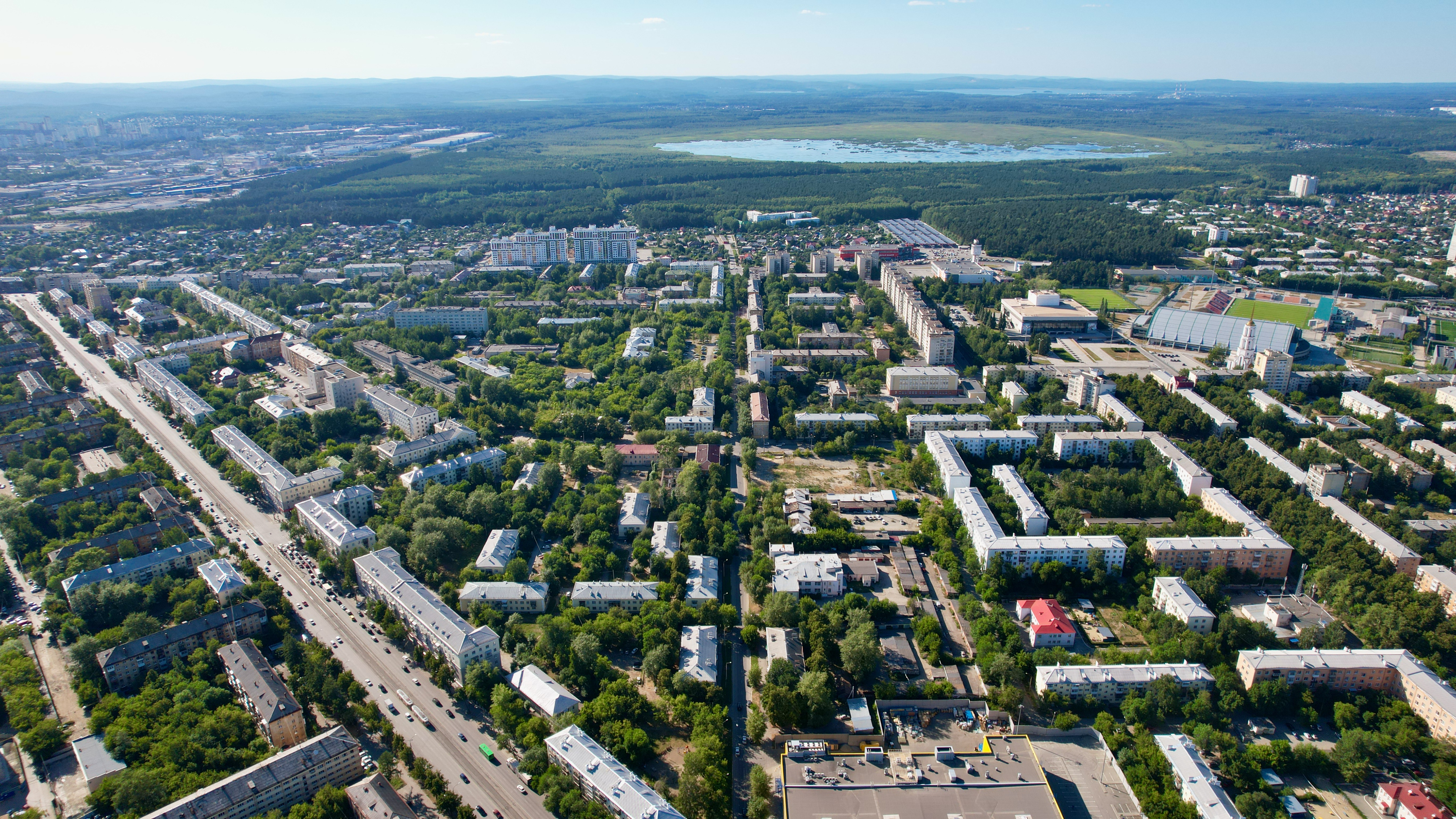
Вид с высоты (улица в центре снимка), на дальнем плане озеро Шувакиш

У́лица XXII Партсъе́зда (прежние названия: улица Ба́нникова, улица Вороши́лова) — улица в жилом районе (микрорайоне) Уралмаш Орджоникидзевского административного района Екатеринбурга.

## Происхождение и история названий
Первые три года существования улица была безымянной, в 1933 году на одной из сосен, росших на улице, была приколочена фанерка с названием «Улица Банникова» (в честь первого руководителя Уралмашзавода, умершего за год до этого), но название не прижилось и перешло к совсем другой улице, а улица 22-го Партсъезда стала именоваться улицей Ворошилова в честь «первого красного офицера» Климента Ефремовича Ворошилова. Название было неслучайным, так как Ворошилов неоднократно бывал на строительной площадке «Уралмашзавода». После того, как в 1961 году, на XXII съезде КПСС, Н. С. Хрущёв подверг К. Е. Ворошилова, исполняющего обязанности Председателя Президиума Верховного Совета СССР, уничтожающей критике как сталиниста и одного из организаторов массовых репрессий, улица была переименована в честь этого съезда.

## Расположение и благоустройство
Улица проходит с юго-востока на северо-запад, начинается от пересечения с улицей Машиностроителей и заканчивается за Тверским переулком. Пересекается с улицами 40-летия Октября и Донбасской. Слева на улицу выходят Медицинская и Орловская улицы, а также Верхний переулок, справа на улицу выходит Фестивальная улица и Тверской переулок.
Протяжённость улицы составляет около 1500 метров. Ширина проезжей части в среднем около восьми метров (по одной полосе в каждую сторону движения). На протяжении улицы имеется два светофора (на перекрёстках с улицами 40-летия Октября и Донбасской), нерегулируемых пешеходных переходов не имеется. С обеих сторон улица оборудована тротуарами и уличным освещением (кроме участка к западу от улицы Донбасской).

## История
Возникновение улицы связано с формированием и развитием соцгородка «Уралмашзавода» в 1930-х годах. Первый дом на улице — клуб имени Сталина — появился в 1929 году, в нём находились киноустановка и комнаты для клубных занятий. Первое культурное учреждение на Уралмаше состояло из двух бараков, которые соединилие в виде буквы «Т». В этом клубе проводили свой досуг обитатели сотен бараков Рабочего и Экскаваторного посёлков «Уралмашиностроя» (будущего «Уралмашзавода»). Осенью 1929 года на улице был заложен фундамент заводской поликлиники (сейчас районная поликлиника № 1), а весной 1930 года — фундамент 18-квартирного Дома врачей (улица 40-летия Октября, 15), торцом выходящего на улицу 22-го партсъезда. В 1930 году оба здания ввели в эксплуатацию.
В 1930 году была начата вырубка лес на трассе будущей улицы от Дома врачей в сторону озера Шувакиш, а по сторонам от просеки начали строить землянки для проживания строителей Уралмаша. В 1931 году в самом начале улицы построили гараж для грузовых автомобилей, которые стали поступать на Уралмашинострой (гараж сохранился до наших дней). В этом же году улица была замощена гранитными «пешками» от автогаража до Дома врачей.

## Транспорт

### Наземный общественный транспорт
На участке улицы между улицами Медицинской и 40-летия Октября осуществляется движение маршрутного такси № 033. Движение муниципального общественного транспорта непосредственно по улице не осуществляется. Ближайшие остановки общественного транспорта: «Церковь Рождества Христова» (ул. Машиностроителей), «Кинотеатр Темп» (рядом с перекрёстком улиц 22-го Партсъезда — 40-летия Октября, снесён в 2018 году), «Донбасская» (рядом с пересечением с Донбасской улицей). В 1960-е годы по улице 22-го Партсъезда ходил автобус 13-го маршрута: от улицы 40-летия Октября до улицы Машиностроителей.

### Ближайшие станции метро
Действующих станций Екатеринбургского метрополитена поблизости нет, проведение линии метро в район улицы не запланировано.